# Plesiolebias xavantei
Plesiolebias xavantei är en fiskart som först beskrevs av Costa, Lacerda och Tanizaki, 1988.  Plesiolebias xavantei ingår i släktet Plesiolebias och familjen Rivulidae. Inga underarter finns listade i Catalogue of Life.